# Isbelia Sequera Tamayo
Isbelia Sequera Tamayo (Barquisimeto, Venezuela, 24 de noviembre de 1928-Caracas, 24 de septiembre de 2020) fue una economista, geógrafa, profesora, poeta y escritora venezolana, que realizó grandes aportes al estudio de las fronteras venezolanas, el desarrollo económico de las regiones y a la creación de importantes academias.

## Biografía
Hija de Pedro Sequera Colmenares y Carmen Lucía Tamayo Yepes, hermana de Francisco Tamayo Yepes reconocido botánico, conservacionista y lexicógrafo. Estuvo casada con Pedro Segnini La Cruz, con quien tuvo cinco hijos.
En Caracas, estudió en la Universidad Central de Venezuela donde obtuvo el título de Licenciada en Ciencias Económicas y Sociales, Licenciada en Geografía (1968) y Doctora en Economía.
En la Universidad de Buenos Aires obtuvo el título de Especialista en Economía Agraria. También fue nombrada Doctora Honoris Causa de la Universidad Simón Bolívar, Baranquilla, Colombia en 1990.
Es miembro fundador e Individuo de Número de la Academia Nacional de Ciencias Económicas. De la que fue presidenta desde 1990 hasta 1992, siendo la primera mujer en ocupar dicho cargo. También fue primera presidenta del Consejo Nacional de las Academias.
Desde 1969 hasta 1974 fue coordinadora, redactora y columnista de la sección de noticias agropecuarias y agricultura en el diario venezolano  El Nacional, firmando con el nombre de Isbelia Sequera su columna «Apuntes Agrícolas»; durante este período Arturo Uslar Pietri fue editor y director de dicho diario.
Fue presidenta del Colegio de Geógrafos, donde desarrolló su ideal acerca de esta disciplina como colaboradora al desarrollo integral de Venezuela y el mejoramiento de la calidad de vida de sus habitantes.
En 1973 fue asesora del Comité de Geografía Urbana y Rural de la Sección Nacional de Venezuela del Instituto Panamericano de Geografía e Historia y en 2003 fue nombrada afiliado honorario de dicha institución.
También fungió como Directora del Instituto de Geografía y Desarrollo Regional (1979-1987) donde abrió una línea de investigación de la frontera venezolana, en especial de la Guayana Esequiba y en el estudio diagnóstico de áreas del país para crear planes de desarrollo coherentes con la dinámica nacional.
Fue presidenta de la Fundación Alberto Adriani. Así como representante de Venezuela en la Conferencia de Roma de la Organización para la Agricultura y la Alimentación FAO y Miembro principal de la Comisión Nacional para El Problema del Esequibo.
En 1999 formó parte de la directiva de Fundación Pro Defensa del Patrimonio Nacional, Fundapatria, junto a Gonzalo Ramírez Cubillán y María Teresa Castillo.

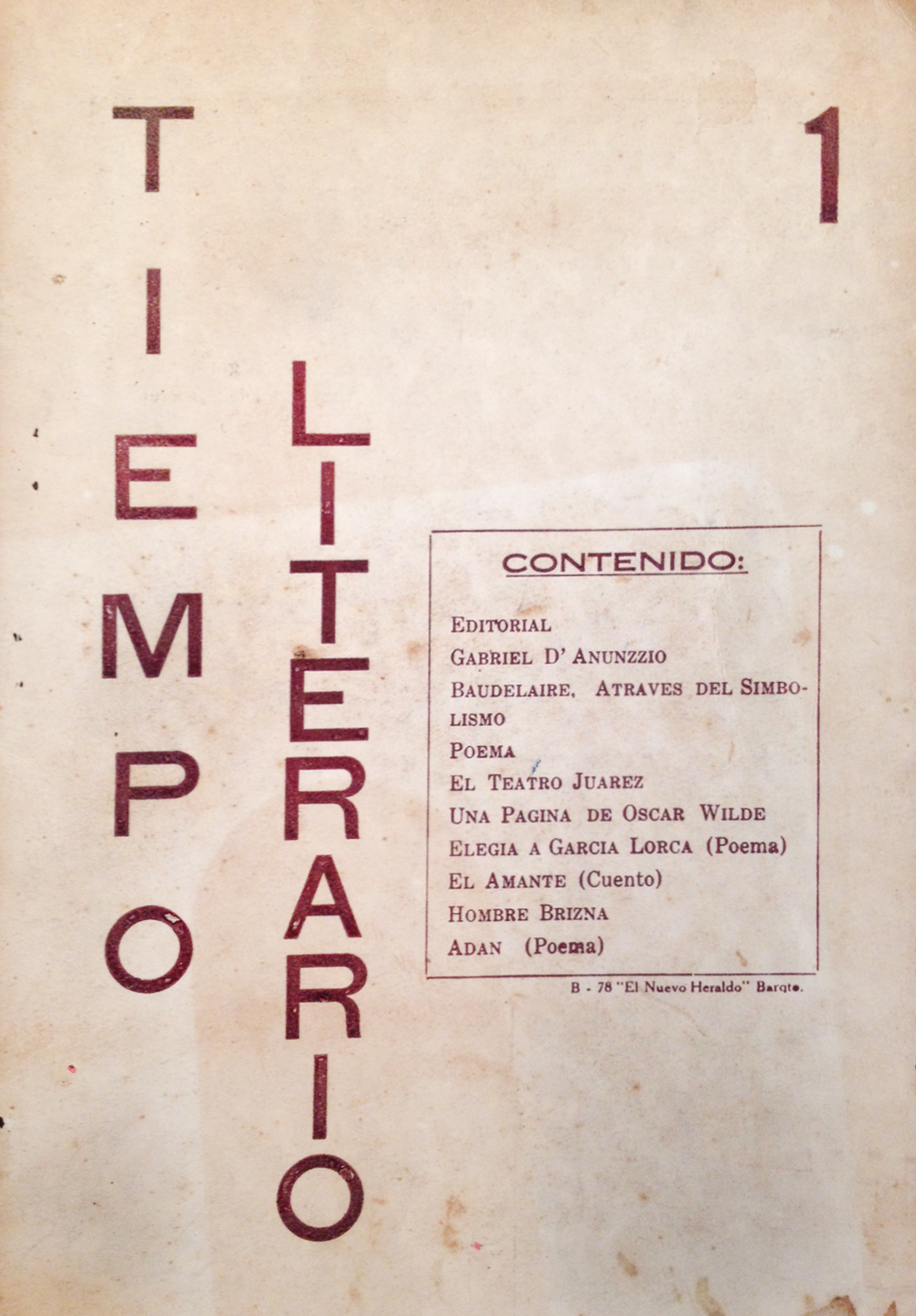
Portada de la revista Tiempo Literario

En el ámbito académico, fue Jefe del Departamento de Geografía Humana UCV 1973 miembro fundador del postgrado de Geografía de la Facultad de Humanidades y Educación UCV disponible en dicha casa de estudio desde 1978. Igualmente de la revista Terra para la difusión y publicación de las investigaciones desarrolladas por el Instituto de Geografía y Desarrollo Regional UCV. También fue profesora de la Universidad Católica Andrés Bello. En 1974 participa como autora de un fascículo acerca de Venezuela para la Enciclopedia Británica.
En 1998 fungió como editora de la Gran Enciclopedia de Venezuela en conjunto a Isabel Aretz, Manuel Caballero, Fernando Cervigón, Rafael Fernández Heres, Elías Pino Iturrieta, José Luis Salcedo Bastardo, entre otros, que temas de historia, geografía, arte, literatura y ciencias que se desarrollaron entre 1498 y 1998 en Venezuela.
En el ámbito cultural, fue Directora de Cultura de la UCV y Directora de la Asociación Cultural Humboldt. Además participó de la creación de la revista Tiempo Literario junto a Salvador Garmendia, Alberto Anzola, Elio Mujica y su madre. Igualmente ha desarrollado una obra literaria de la cual se ha descrito que: 

Nos conduce por aguas de eternidad, que fecundan la navegación y permiten el germen de un lenguaje que está asumido como rostro de agonías personales en clave de universalidad
Francisco Javier Pérez, presidente de la Academia Venezolana de la Lengua

## Algunas publicaciones

### Ciencias Económicas y Geografía
- 1950 – Para el mejoramiento de la estadística de resultados del crédito. Junto a Ramón Fernández y Fernández.
- 1951 – División del país en zonas para el control de inversiones.
- 1951 – La agricultura.
- 1952 – El crédito agrario y su aplicación en Argentina y Venezuela.
- 1953 – Estudio económico de la región comprendida entre Puerto Cabello y Barquisimeto.
- 1953 – A tabulation of Public Funds made available to Venezuelan Agriculture, 1946-1953, with International Comparisons.
- 1954 – Costo de distribución del maíz.
- 1957 – El mercado de la industria azucarera. Problemas y perspectivas. Junto a Pedro Segnini y George Coustomais.
- 1958 – Estado Falcón, recursos naturales y desarrollo de su economía agropecuaria y forestal. Junto a Pedro Segnini y George Coustomais.
- 1970 – Venezuela 1969
- 1973 – Problemática del subdesarrollo: modalidades de ocupación del espacio en Latinoamérica.
- 1973 – La agricultura en Venezuela.
- 1975 – El poblamiento del Barlovento venezolano. Revista Geografía.
- 1976 – Estudio geoeconómico de la región de Barlovento.
- 1978 – Dinámica de la agricultura y su expresión en Venezuela. ISBN 84-344-7445-X
- 1979 – Pensamiento geográfico.
- 1985 – Sendero de los conservacionistas. Junto a Ramón Aveledo Hostos y otros.
- 1987 – Energía, palabra mágica. Venezuela y la hidroelectricidad.
- 1987 – Venezuela y su espacio fronterizo. El problema del Esequibo. Junto a Luis Mejías, Fredy Alarcón y otros. ISBN 980-265-288-1
- 1989 – Hacia la Venezuela post-petrolera. Junto a Arturo Uslar Pietri, Francisco Mieres y otros.
- 1990 – La Venezuela de los contrastes y las grandes posibilidades. ISBN 980-6149-73-4
- 1991 – Crisis en la Agricultura. Junto a César Balestrini, Fanny Bello, Héctor Hernández Carabaño y otros. ISBN 980-6149-88-2
- 1991 – Reflexiones sobre economía y espacio.  ISBN 980-6149-94-7
- 1991 – Arturo Uslar Pietri Homenaje. Junto a Tomas Enrique Carillo Batalla y Arturo Uslar Pietri ISBN 980-6149-93-9
- 1991 – Ganado Carora. Recurso estratégico para el autoabastecimiento alimentario en el trópico. Junto a Gerardo Santeliz Carrasco y otros. ISBN 980-323-021-2
- 1992 – Guayana Esequiba, espacio geopolítico. Junto a Luis Alfonzo Mejías, Irma Fermín de Mejías y otros. ISBN 980-323-025-5
- 1992 – El ser académico. El ser academia.
- 1992 – La mujer en la economía. Junto a Ramón Escobar Salom, Stella García Guerra, Adecia Castillo y otros.
- 1992 – La Inmigración en Venezuela. Junto a Rafael José Crazut, Teodoro Petkoff, Pompeyo Márquez, Jorge Mora Franquesa y otros. ISBN 980-323-020-4
- 1994 – Geografía Económica de Venezuela ISBN 980-6273-90-7
- 1995 – Desarrollo sustentable y recursos naturales.
- 1997 – Integración y cultura latinoamericana. Junto a Gastón Parra Luzardo.
- 1997 – Géographie Économique du Venezuela.
- 1998 – La economía venezolana (1997 – 1998)
- 1999 – Luces para gobernar. Junto a Fanny Bello y otros.
- 2000 – Venezuela y… los países hemisféricos, ibéricos e hispanoparlantes. Junto a Kaldone G. Nweihed.
- 2008 – Veinticinco años de pensamiento económico venezolano. Junto a Asdrúbal Baptista, Domingo Maza Zavala y otros.
- 2009 – Homenaje a Tomás Enrique Carrillo Batalla. Junto a Domingo Maza Zavala y otros.
- 2010 – La economía nacional. Situación, evolución y perspectivas. Junto a Armando Córdova y otros.

### Literaria
- 1986 Al borde de lo sensible ISBN 980-256-524-4
- 1989 Allá, a lo lejos, muy lejos ISBN 980-300-709-2
- 1991 Con motivo de allá, a lo lejos, muy lejos.
- 1996 Cosiendo tu piel ISBN 980-07-3179-2
- 2001 Mediodía del lenguaje ISBN 980-07-6931-5
- 2005 Pezones Negros ISBN 980-354-181-1
- 2013 Mar Desolado ISBN 980-403-043-7
- 2014 Son Poemas de Amor
- 2018 En el aire suspendida ISBN 978-0-9953067-4-5

## Premios
- Premio Nacional de Ciencias[19]
- Orden Libertador en Grado de Gran Oficial
- Anual a la Investigación en el área de Ciencias Sociales
- Premio Francisco De Venanzi a la Trayectoria Del Investigador Universitario[20]
- Orden Andrés Bello en Primera Clase
- Orden Francisco de Miranda en Segunda Clase
- Orden José María Vargas en Primera Clase
- Orden 27 de Junio en Primera Clase
- Orden Monseñor Unda en Clase Única del estado Portuguesa
- Premios “Francisco De Venanzi” y “Geociencias-APIU-Fundación UCV”